# Coral Terrace
Coral Terrace è un Census-designated place degli Stati Uniti d'America situato nella parte centrale della Contea di Miami-Dade dello Stato della Florida.
Secondo le stime del 2010, la città ha una popolazione di 24.376 abitanti su una superficie di 8,90 km².